# Chó săn Artois
Chó săn Artois là một giống chó quý hiếm và là hậu duệ của Chó đánh hơi. Nó là một giống chó săn mùi có chiều cao từ 22 đến 23 inch tính từ bả vai, với trọng lượng trong khoảng từ từ 55 đến 65 pound và là một giống chó có thân hình ổn với dáng đi chậm duyên dáng. Giống chó này có một cái đầu to, mạnh mẽ, lưng dài trung bình và một cái đuôi nhọn có khuynh hướng dài và dạng lưỡi liềm. Tai của chúng được đặt trong tầm mắt; chúng có đôi mắt to và đôi môi khá dày.

## Tính cách
Chó săn Artois là một con chó tràn đầy năng lượng, dũng cảm và trung thành. Mặc dù giống chó nằng có khả năng chịu đựng cao, nó đồng thời cũng bình tĩnh và cân bằng tốt. Artois là một giống chó có kích thước vừa phải sẽ có những đặc tính tốt nhất của những con chó săn. Giống chó này có một cảm giác mạnh mẽ về mùi và chúng nhanh nhẹn và độc lập. Những con chó này được nuôi để săn thỏ và chúng thành thạo nhiệm vụ này. Chó săn Artois cần được huấn luyện bởi những người chủ nhất quán. Chúng rất trìu mến và yêu thương những người quan tâm đến chúng. Giống như tất cả các giống chó săn mùi, chúng hạnh phúc nhất khi được huấn luyện nhận biết mùi.